# Општина Браништеа (Мехединци)
Браништеа (рум. Braniştea) општина је у Румунији у округу Мехединци.
Oпштина се налази на надморској висини од 76 m.

## Становништво

### Хронологија
| Година       | 2004 | 2005 | 2006 | 2007 | 2008 | 2009 | 2010 | 2011 | 2012 | 2013 | 2014 | 2015 | 2016 | 2017 |
| ------------ | ---- | ---- | ---- | ---- | ---- | ---- | ---- | ---- | ---- | ---- | ---- | ---- | ---- | ---- |
| Становништво | 2142 | 2129 | 2108 | 2048 | 2000 | 1966 | 1940 | 1916 | 1897 | 1896 | 1889 | 1875 | 1847 | 1833 |